# Maurice Pierrat
Maurice Pierrat, né le 2 juillet 1891 à Châlons-sur-Marne et mort le 6 mai 1978 à Paris, est un animateur de radio et de télévision, acteur et comédien de doublage français.

## Biographie[1]
Maurice Eugène Pierrat naît le 2 juillet 1891 à Châlons-sur-Marne. Après un séjour à Montréal, il revient dans sa ville natale en 1913. Journaliste, il chronique les débuts de la Première Guerre mondiale pour la presse locale, avant de s'engager en 1916. Il est affecté comme conducteur de trains.
Après la guerre, il part à Paris tenter une carrière d'acteur. Il se fait remarquer pour sa voix et il rejoint l’équipe du Poste Parisien. Il joue dans des feuilletons radiophoniques et anime de nombreuses émissions de radio.
Il joue également des petits rôles au cinéma et est comédien de doublage, notamment dans James Bond contre Docteur No (1962) et Bons baisers de Russie (1963).
Il meurt le 6 mai 1978 à Paris.

## Collectionneur
Maurice Pierrat et son épouse ont constitué une collection éclectique d'art, qui a été léguée aux musées municipaux de Châlons-en-Champagne en 1997. Elle comprend notamment des objets chinois, japonais et africains.

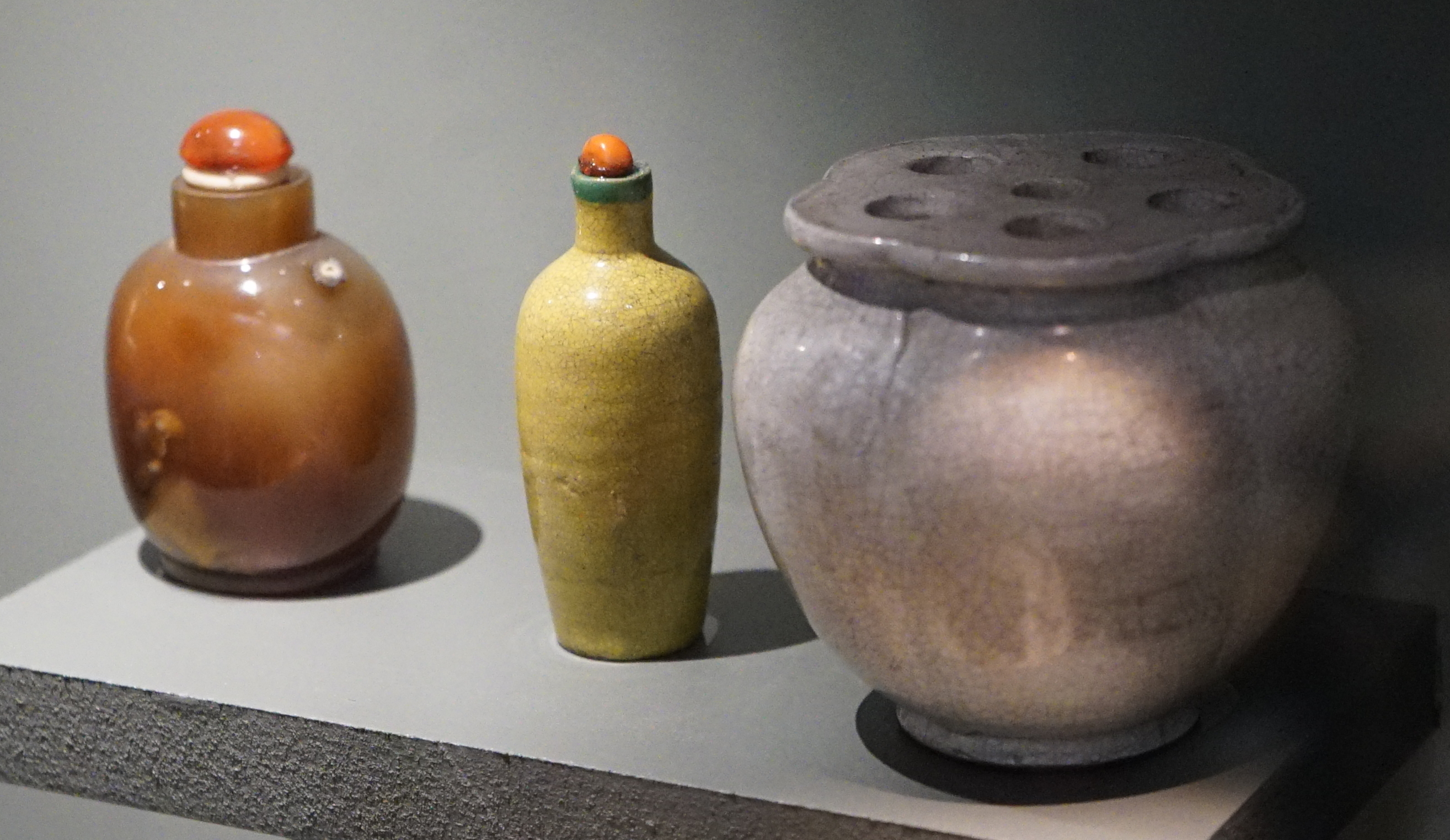
Objets de la dynastie Qing,
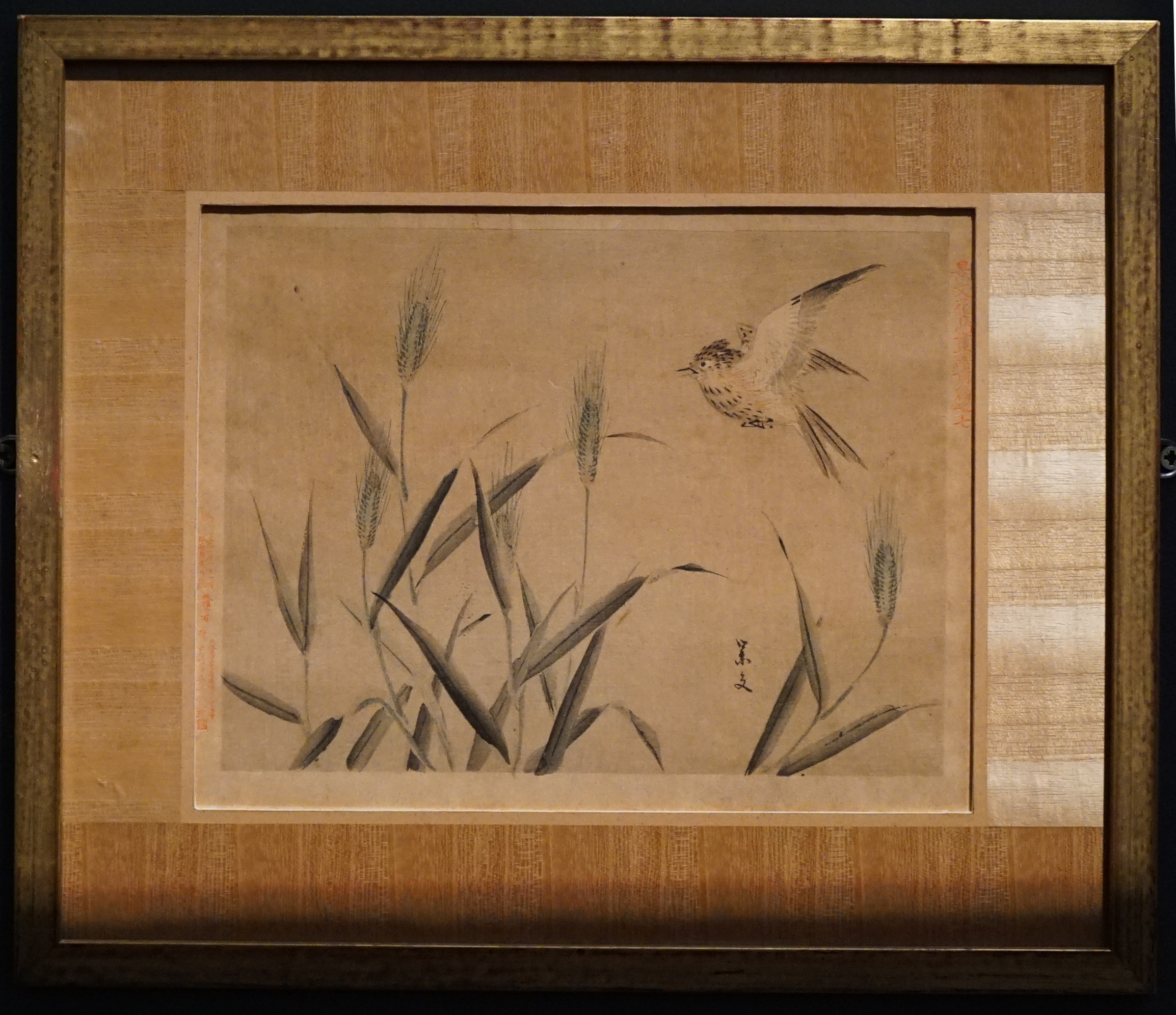
Alouette, art japonais,
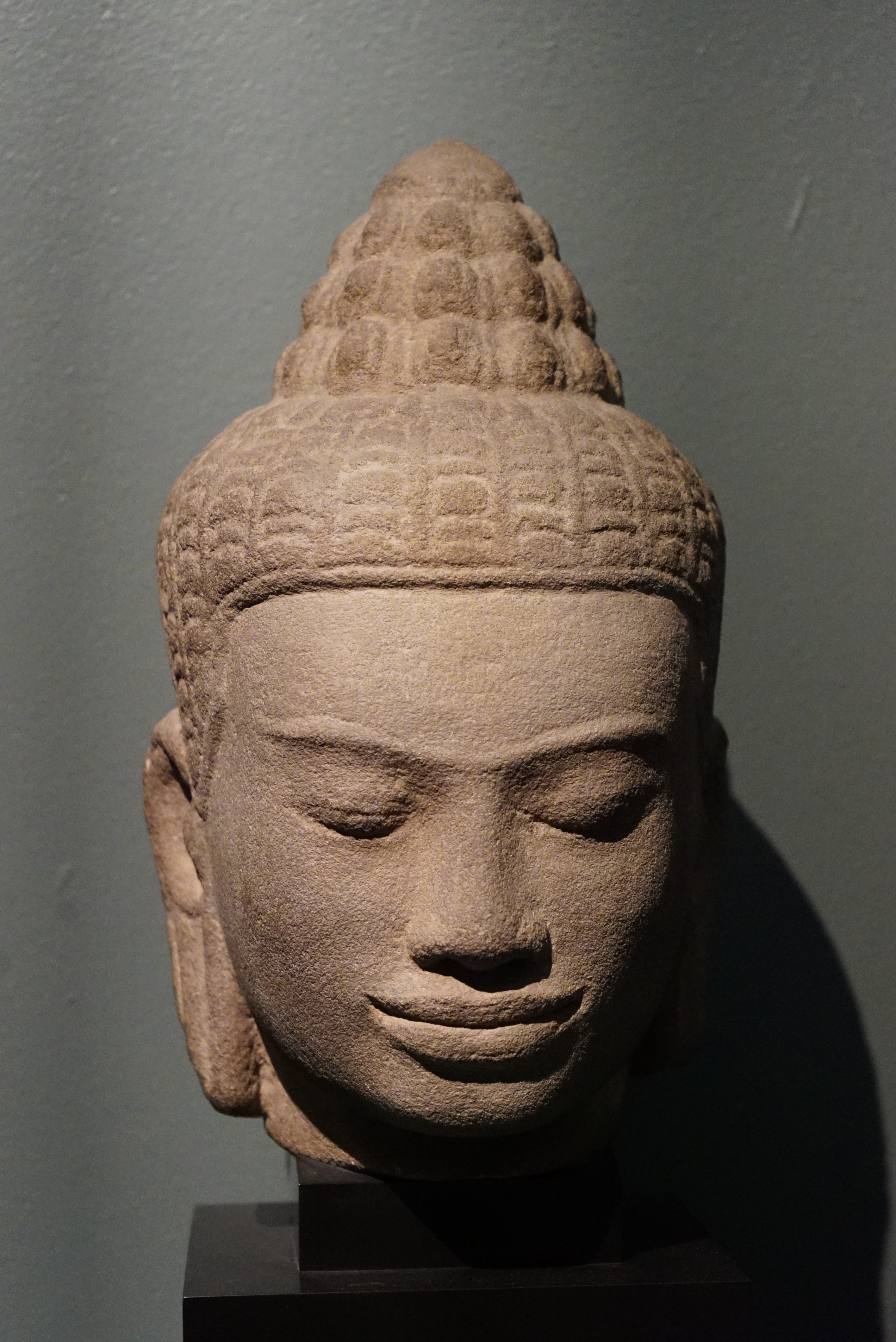
art Khmer,
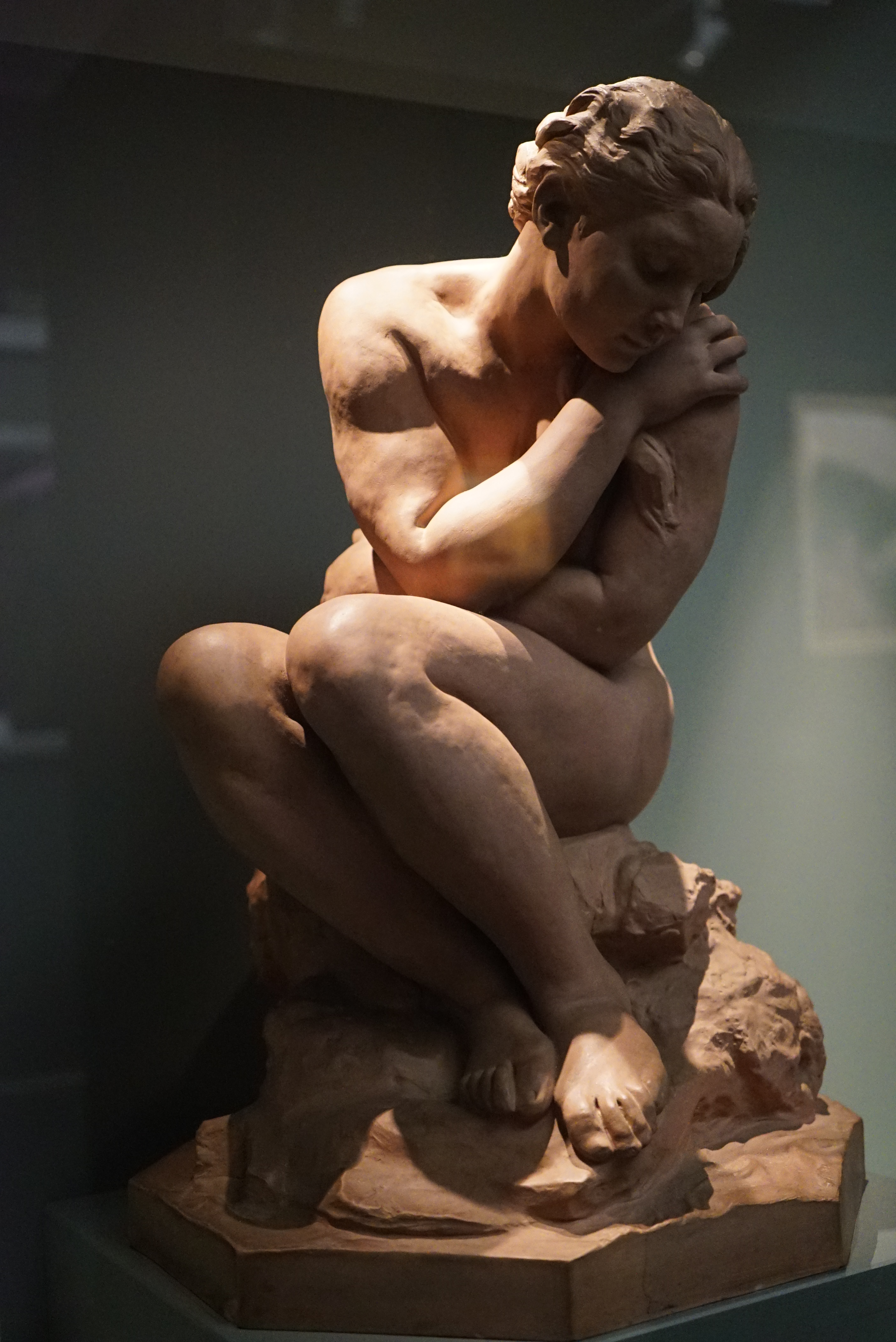
Baigneuse par Jules Dalou,
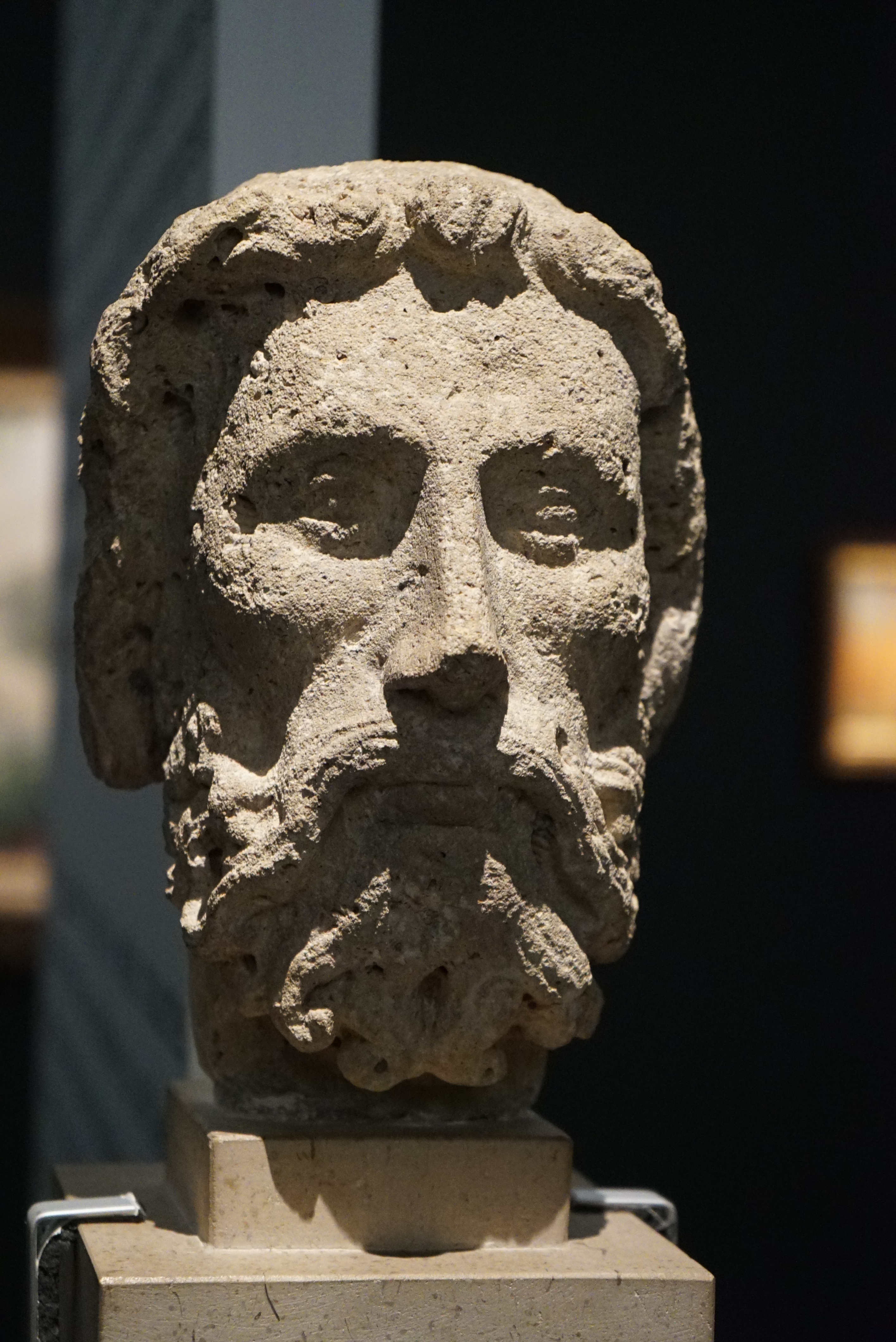
une tête d'apôtre du XIIe siècle.